# Étienne Laurent Pierre Burnel
Pour les articles homonymes, voir Burnel.
Étienne Laurent Pierre Burnel, né le 22 mai 1762 à Rennes, décédé le 12 juillet 1835 dans la même ville, est un administrateur colonial français.

## Biographie
Né le 22 mai 1762 à Rennes dans une famille bourgeoise, Burnel suit des études au collège jésuite de Rennes. Son père, Pierre-Étienne Burnel, est un magistrat qui a fait une grande partie de sa carrière en Guyane. À l'âge de 18 ans, il s'engage dans le régiment de Béarn, où il sert plusieurs années sous les ordres du chevalier de Payan, colonel auprès duquel il exerce les fonctions de secrétaire.
Le 16 novembre 1790, il s'installe à l'île de France afin d'y chercher fortune. Le 1er janvier 1791, il fonde Le Journal politique et littéraire, qu'il anime durant dix-huit mois). À la fin de 1791, un an après son arrivée, l'assemblée coloniale le nomme secrétaire perpétuel. En 1792, il devient avocat, s'inscrivant au barreau de Port-Louis. Personnage en vue, il devient également correspondant général et avocat d'affaires de l'assemblée coloniale de Pondichéry,  puis, en 1794, membre du Directoire local.
En mars 1794, il affrète un bateau qu'il place sous pavillon américain, neutre, pour une opération commerciale, et s'embarque à son bord. Toutefois, celui-ci est capturé par les Anglais et déclaré de bonne prise, le ruinant. Déposé dans un port de l'Union, il en profite pour visiter Boston, New York, Philadelphie, Baltimore, Alexandrie, où il rencontre de nombreux émigrés français, en particulier Talleyrand. C'est à New York qu'il apprend le IX Thermidor.
En France, le Directoire le charge en 1795 d'une mission visant à organiser la Belgique. Puis, en 1796, il est envoyé avec René Gaston Baco de La Chapelle comme agent du gouvernement aux îles de France et de La Réunion, avec la mission d'y appliquer l'abolition de l'esclavage. Arrivé à Port-Louis le 18 juin 1796, il en est expulsé, ainsi que son collègue, par les colons décidés à résister à la mesure émancipatrice. Ils sont embarqués sur le Moineau, avec mission au capitaine de les emmener aux Philippines. En cours de route, ils obtiendront du capitaine de rentrer en France en passant par Madagascar.  À leur retour, ils seront peu inquiétés de cet échec vu la complexité de la situation et le fait du choix de Burnel dont le premier séjour à l'Isle de France ne s'était pas bien passé
Deux années plus tard, Jean Peltier Dudoyer proposera au Directoire d'être l'homme désigné pour abolir l'esclavage à L'Isle de France, sans succès.
En 1798, le gouvernement nomme Burnel en Guyane, en remplacement de Nicolas Georges Jeannet-Oudin, neveu de Danton. Les instructions signées par le ministre de la Marine, l'amiral Bruix, lui octroient de larges prérogatives. Arrivé à Cayenne en octobre, il doit faire face à l'hostilité des propriétaires à l'égard du gouvernement et au grand nombre de déportés, victimes de la réaction thermidorienne (Billaud-Varenne), du coup d'État du 18 fructidor an V (le général Pichegru, Tronsson-Ducoudray, Laffon-Ladebat, Barbé-Marbois, Job Aymé). Barbé-Marbois l'attaque dans les lettres qu'il adresse à ses proches, demeurés en France, et publiées trente-six ans après sous le titre : Journal d'un déporté. Laffon-Ladebas dira plus tard dans son journal : "C'est un républicain qui abhorre les jacobins".
Pendant son séjour il a en plus des relations tendues intérieures avec Charles Malenfant chef du corps des tirailleurs et avec l'extérieur : le Surinam et les États-Unis. À la suite de la capture par Marie-Étienne Peltier du navire américain la Carolina et par les Américain de la frégate française l'Insurgente, les relations   s'enveniment et Burnel déclare, le 28 avril 1799, la "Quasi-War" aux États-Unis. Au bout de dix-huit mois de gouvernement, il demande et obtient son rappel "pour cause de santé". De retour en France après le coup d'État du 18 brumaire, il retourne dans la vie privée. Lors de la création des préfectures en 1800, des amis veulent le proposer au Premier consul, mais Burnel, demeuré fidèle à la République, s'y oppose. Ce n'est qu'au moment des désastres militaires de 1812 et de 1813 qu'il se rend auprès de l'Empereur pour lui proposer ses services. Celui-ci le récompense par le brevet d'une pension de 6 000 francs, que la Restauration lui retire. Dénoncé comme un « ancien terroriste », un « septembriseur » et le « secrétaire de Robespierre », il est convoqué par le marquis de Vioménil, commandant de la 13e division militaire, auquel il n'a aucun mal à démontrer l'inanité de ces accusations.
Après avoir salué la révolution de 1830, il meurt à Rennes le 12 juillet 1835.